# Dielocroce modesta
Dielocroce modesta är en insektsart som beskrevs av Hölzel 1975. Dielocroce modesta ingår i släktet Dielocroce och familjen Nemopteridae. Inga underarter finns listade i Catalogue of Life.